# Eric Westberg
Den här artikeln handlar om Eric Westberg (1892–1944), för artiklar om andra personer med likaklingande namn se Erik Westberg (olika betydelser).
Eric Westberg, född 9 maj 1892 i Hudiksvall, död 16 oktober 1944 i Adolf Fredriks församling i Stockholm, var en svensk musikorganisatör, kompositör och dirigent. Westberg var mellan åren 1923 och 1944 verkställande direktör för STIM.
Eric Westberg är begravd på Norra begravningsplatsen utanför Stockholm.

## Filmmusik i urval
- 1920 – Fiskebyn
- 1925 – Ingmarsarvet
- 1938 – Vingar kring fyren
- 1939 – Folket på Högbogården
- 1941 – Tänk, om jag gifter mig med prästen